# Július Bielik
Július Bielik (Vyškov, 8 de março de 1962) é um ex-futebolista profissional eslovaco que atuava como defensor.

## Carreira
Július Bielik fez parte do elenco da Tchecoslováquia na Copa do Mundo de 1990.